# Ceran de Hault de Lassus de Saint Vrain
Ceran St. Vrain, né Ceran de Hault de Lassus de Saint Vrain le 5 mai 1802 près de Saint-Louis en Louisiane française et mort le 28 octobre 1870 à Mora dans le Nouveau-Mexique, est un homme d'affaires américain du Nouveau-Mexique, basé à Taos, qui fut aussi trappeur le long de la North Platte River dans le Colorado.

## Origines
Descendant d'aristocrates français émigrés aux États-Unis pendant la Révolution française, il naît le 5 mai 1802 près de Saint-Louis encore colonie française d'Amérique, dans le futur État du Missouri. Son nom complet est Ceran de Hault de Lassus de Saint Vrain. Son père est Jacques Marcellin Ceran de Hault de Lassus Saint Vrain (1770-1818), ancien officier dans la Royale puis dans la Milice territoriale.
Il est le frère de l'agent indien Felix St. Vrain massacré en mai 1832 dans l'Illinois avec plusieurs de ses compagnons, lors d'une embuscade tendue par un groupe de guerriers Winnebagos au cours de la guerre de Black Hawk.

## Biographie
Ceran St. Vrain fonde l'entreprise Bent, St. Vrain & Company, en partenariat avec William et Charles Bent. Le commerce mexicain de la Bent-St. Vrain Company croît rapidement, leurs convois de chariots voyageant depuis Independence et Westport dans le Missouri, jusqu'aux comptoirs situés à Santa Fe et à Taos, villes sous tutelle mexicaine (aujourd'hui, faisant partie du Nouveau-Mexique). Ils font commerce de tissu, de verre, de quincaillerie et de tabac contre de l'argent, des fourrures, des chevaux et des mules.
La compagnie construit un fort de briques sur les plaines orientales du Colorado, connu sous le nom de Bent's Fort. Le long de la piste de Santa Fe, c'est la seule place fortifiée privée de l'Ouest. Le fort devient un important centre commercial et point de rendez-vous. St. Vrain contribue aussi à l'établissement du Fort Saint Vrain le long de la South Platte River.
Lors de la révolte de Taos (1847), St. Vrain organise une brigade qui joue un rôle décisif dans la répression de la rébellion. Ses 65 volontaires (y compris quelques personnes originaires du Nouveau-Mexique comme Manuel Chaves qui sauva la vie de St. Vrain) rejoignent plus de 300 soldats américains près de Santa Fe et partent pour Taos. Sur la route, ils rencontrent et repoussent une armée de près de 1 500 Mexicains et Amérindiens. Les rebelles — comme les nomment les Américains — se replient sur le pueblo de Taos et se réfugient dans l'église en briques aux murs épais. Pendant le siège qui suit, la brigade de St. Vrain prend position entre l'église et les montagnes pour couper la route à tout ennemi qui tenterait d'échapper à l'assaut des troupes américaines. Les volontaires, à cheval, poursuivent et tuent 51 Mexicains, Indiens de Taos et Apaches dans le violent combat qui suit.
En 1855, St. Vrain s'installe dans le Comté de Mora, au Nouveau-Mexique, où il construit un moulin et fournit en farine Fort Union au nord de Las Vegas et Fort Garland dans le sud-ouest du Colorado. Il commence aussi la publication de la Gazette de Santa Fe.
À la mort de Ceran St. Vrain le 28 octobre 1870, plus de 2 000 personnes assistent à ses funérailles, y compris le contingent de Fort Union, tout proche, qui lui rend les hommages militaires. Il est enterré à Mora.